# Typhlocyba yacaba
Typhlocyba yacaba är en insektsart som beskrevs av Irena Dworakowska 1994. Typhlocyba yacaba ingår i släktet Typhlocyba och familjen dvärgstritar. Inga underarter finns listade i Catalogue of Life.